# Voiture MDVE
Les voitures de type MDVE de l'opérateur ferroviaire italien Ferrovie dello Stato Italiane (FS) font partie d'une série de voitures construites dans les années 1980 pour des services ferroviaires interrégionaux. 

## Histoire
En 1980, Ferrovie dello Stato Italiane a lancé la commande d'un nouveau type de voitures voyageurs adaptées au service national sur les dessertes de moyenne et longue distance. 
Leur construction a été confiée à un consortium d'entreprises composé par Imesi (filiale d'Aviofer), Breda Costruzioni Ferroviarie, Sofer SpA et O.ME.CA.. La première voiture a été livrée en octobre 1981. Pour la série MDVE, FS a spécifiquement conçu une nouvelle livrée, dans les tons « rouge bordeaux » et « gris perle », avec des bandes orange. 
Au cours de ces années, la conception des voitures MDVC étant déjà terminée, il a été décidé de construire une version modifiée sur une base très similaire, afin de limiter les coûts.

## Description

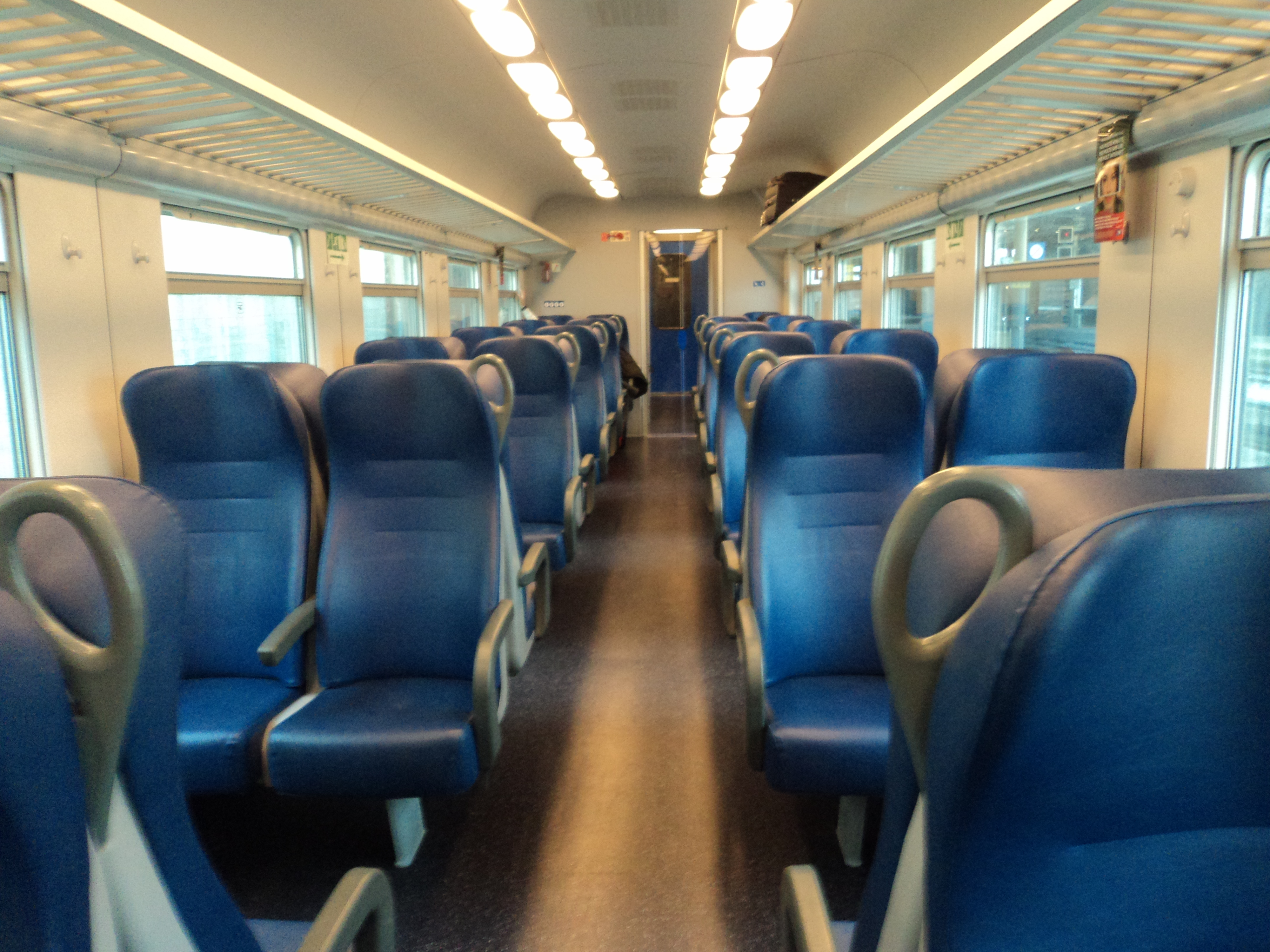
Intérieur d'une voiture MDVE de deuxième classe rénovée.

Les aménagements de ces voitures sont également semblables aux voitures « cousines » MDVC. Les voitures MDVE sont subdivisées en deux zones, séparées par des panneaux transversaux en cristal stratifié de 10 mm d'épaisseur, afin de séparer la zone fumeurs de la zone non-fumeurs. Avec l'extension de l'interdiction de fumer à bord à tous les trains, les cloisons ont souvent été supprimées, faisant des wagons un seul salon. 
La principale différence entre les voitures MDVC et MDVE réside dans la position des vestibules : le nom MDVE lui-même signifie Medie Distanze Vestiboli Estremi (signifiant « Moyennes Distances Vestibules aux Extrémités »), puisque les portes d'accès sont situées aux extrémités, dans une position décentrée, à tel point que les vestibules d'accès coïncident avec les interconnexions des voitures. 
Les portes d'accès, très étroites, constituent l'un des principaux défauts de ces véhicules. Elles sont équipées d'un déverrouillage manuel afin de pouvoir les ouvrir en cas de panne ou de dépressurisation du vérin pneumatique. 
Équipées à l'origine de deux toilettes, situées à proximité des vestibules. Dans de nombreux cas, l'une de ces deux toilettes a été supprimée afin de pouvoir installer un système de climatisation. Ces voitures peuvent transporter 84 passagers en deuxième classe ou 64 en première classe, les sièges étant disposés en vis-à-vis . 
Les sièges bénéficient d'une structure en acier avec des rembourrages en polyuréthane, similaires à ceux de la première série de voitures MDVC, dont ils ne diffèrent que par la couleur de la housse. 
L'ensemble de la flotte a revêtu de nouvelles couleurs lors de la rénovation ayant conduit à l'application de la livrée XMPR, perdant les couleurs d'origine blanc-rouge-orange. 
En 1988, quatre voitures ont été modifiées et adaptées pour en faire un train spécial utilisé pour les expositions. L'un est devenu "Carrozza Conferenze" (avec marquage Vc) et trois sont devenus "Carrozza Mostra" (marquage Ves). Depuis lors, ils ont été régulièrement utilisés pour le train vert  En 2011, ils ont également été utilisés pour les installations spéciales Journey of the Hero  et Calabria on the move . La même année, ils ont été repeints à l'occasion de l'unification de l'Italie, en livrée "Turin-Milan" utilisée dans Composition Blocked with the MDVC . 
En 2009, un projet de réaménagement de l'ensemble du parc résiduel de MDVE et MDVC, à savoir 2 334 voitures, a été lancé. Les premières voitures issues de cette campagne de rénovation ont été mises en service en février 2011.     
Les voitures MDVE rénovées reçoivent la nouvelle livrée DTR depuis 2017,. 
À partir de l'été 2019, avec la mise en service des nouveaux trains Rock et Pop dans diverses régions italiennes, les voitures MDVE non restaurées sont progressivement mises de côté. 
Les voitures remises à neuf remplaceront les voitures à deux niveaux et à plancher surabaissé ainsi que les automotrices électriques ALa 582 / 642 / 724 (qui seront toutes mises de côté d'ici avril 2021).